# Miklóslaka
Miklóslaka (románul Micoșlaca) település Romániában, Fehér megyében.

## Fekvése
Fehér megye északi részén, Marosújvártól 6 km-re fekszik, a Maros partján.

## Története
Miklóslaka nevét 1299-ben már említették az oklevelekben Mykloslaka néven, mint Gombás káptalani birtokot.
1332-ben a pápai tizedjegyzékben is szerepelt, ekkor a falu lakói római-katolikus vallású magyarok voltak. A falunak plébániatemploma is volt, amelynek papját Ábrahámnak hívták.
Miklóslakán 1351-ben a Pok nemzetség Móriczhidi-ága osztozott meg. Móric fia, Miklós, a Móriczhidi-ág második leszármazója és 1314—18-ig erdélyi vajda volt, ezért valószínű, hogy ő lehetett a falu alapítója és névadója.
A reformációt követően, a 16. század végén lakossága áttért a református vallásra. Időközben a magyar lakosság mellé románok is költöztek a faluba, a magyarok száma pedig elkezdett folyamatosan apadni. A 18. századra a magyar lakosság annyira megcsappant, hogy a helyi református egyházközség megszűnt a hívek hiánya miatt.
1650 után itteni románokat telepítettek át Szászfenesre.
Nevének további változatai: 1587-ben Mikloslaka, 1600-ban Miklos Laka, 1808-ban Miklóslaka h., Mikeláká vel Nyikosláká val, 1913-ban Miklóslaka.
A trianoni békeszerződésig Alsó-Fehér vármegye Marosújvári járásához tartozott. Trianon óta megszakítás nélkül Románia része.

## Lakossága
1910-ben 617 fő lakta a települést, ebből 597 román és 20 magyar volt.
2002-ben 349 lakosából 324 román, 17 cigány, 8 magyar volt.